# Bronstijd

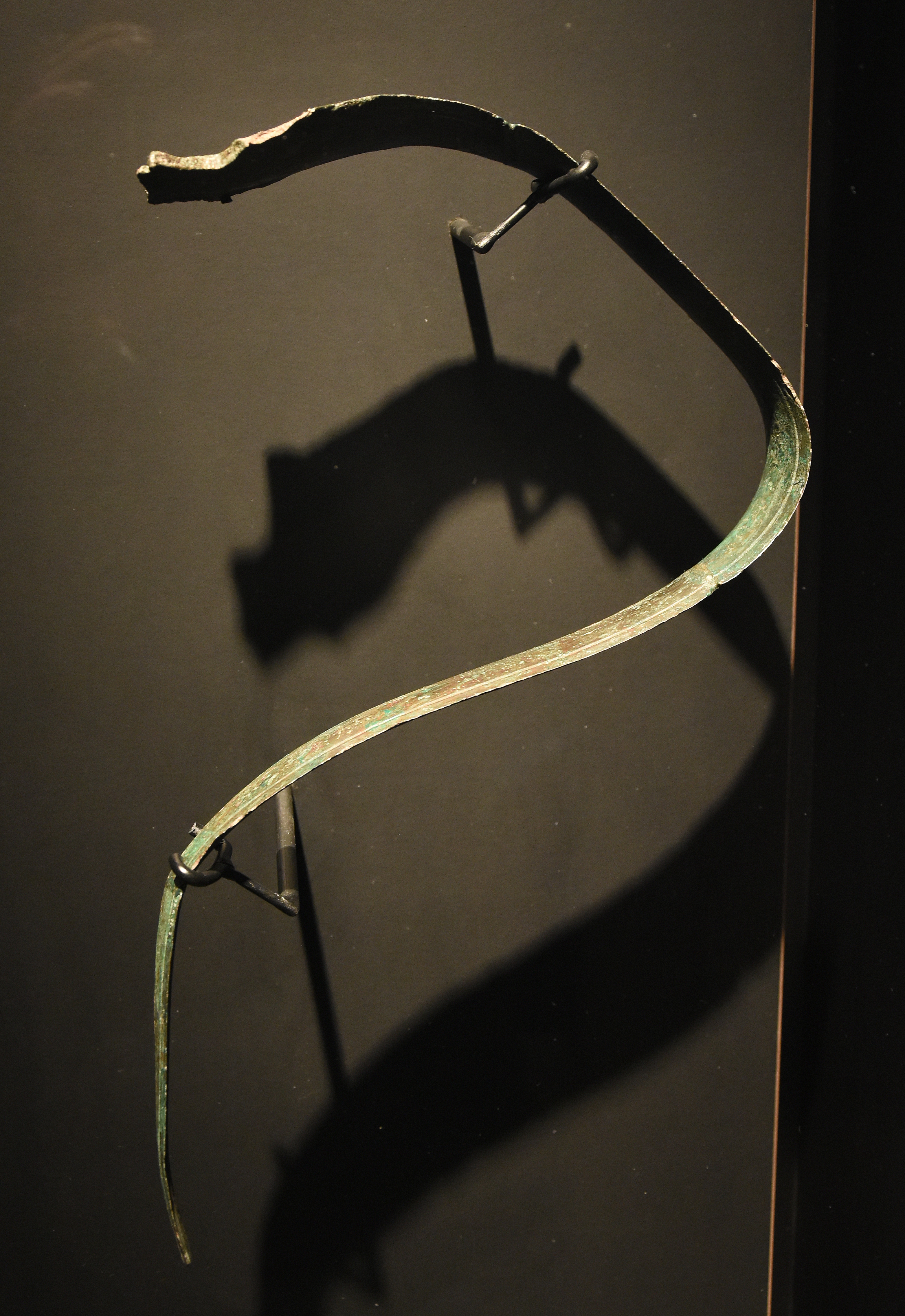
Bronzen zwaard (800-700 v.Chr.), gevonden in Rekem

De bronstijd (ca. 3000 tot 800 voor Christus) is de periode die in het drieperiodensysteem volgde op het neolithicum.
De technische kennis van de metaalbewerking, inclusief die van brons, ontstond in het Midden-Oosten. Daar werd brons sinds ca. 3000 v.Chr. gebruikt. Deze kennis heeft zich vandaaruit geleidelijk verspreid over Europa.
In Centraal-Europa is er tussen de nieuwe steentijd en de bronstijd nog een kopertijd te onderscheiden. In Nederland zijn uit deze periode wel enige koperen voorwerpen gevonden, maar dit waren uitzonderingen.
Brons verving gedurende de bronstijd geleidelijk vuursteen als materiaal voor gereedschap en wapens en werd ook gebruikt voor sieraden en enkele uitzonderlijke beelden. De oudste overgebleven voorwerpen van brons waren voornamelijk bijlen, en ook enkele dolken, stafdolken en sieraden zoals armbanden. Brons werd langzaam algemener, en steeds meer soorten metalen voorwerpen kwamen in gebruik.
Voorbeelden van bronzen voorwerpen:
- sieraden: armbanden, torques (halsversiering), spiralen, kralen, mantelspelden
- beelden: bronzen slangen, beeld van een godin
- gebruiksvoorwerpen: bijlen, sikkels, beitels, messen, gereedschap voor metaalbewerking
- wapens: dolken, zwaarden, speerpunten, pijlpunten

Sommige van de oudste bekende verhalen, zoals de Ilias, de Odyssee, delen van de Bijbel en het Gilgamesj-epos spelen zich in de bronstijd af.
De bronstijd wordt opgevolgd door de ijzertijd.

## Datering
In verschillende streken vond brons niet tegelijk ingang en de exacte datering van de bronstijd kan dus per land of zelfs per streek variëren. Zo was er, getuige de vondsten, duidelijk meer sprake van bronsgieten in Drenthe dan in de rest van Nederland. Mogelijk kwam dit doordat er een pan-Europese handelsweg liep over de Drentse heuvelrug naar de barnsteenrijke Oostzeekust.

### Zuidwest-Azië
In een groot deel van Zuidwest-Azië valt de bronstijd al in de historische periode. In plaats van "vroege" of "late bronstijd" gebruikt men daar dan ook de historische culturen ter indeling. Ze duurde van omstreeks 3.500 tot rond 1000 v.Chr. Na een periode van oorlog en verval begon daar de ijzertijd.

#### Mesopotamië
Brons werd voor het eerst gebruikt in de late Urukperiode (±3500 v.Chr.) van Soemer. De bronstijd eindigde met de val van het Midden-Assyrische Rijk.

#### Levant
De Levant lag tijdens de bronstijd ingeklemd tussen de grootmachten van Mesopotamië, Anatolië en Egypte en was politiek versplinterd.

### Afrika

#### Egypte
Het eerste echte brons wordt gevonden onder Chasechemoey (2734 - 2707 v.Chr.), de laatste farao van de 2e dynastie van Egypte. Brons bleef echter zeldzaam wegens gebrek aan ertsvoorraden. De bronstijd eindigde met het einde van het Nieuwe Rijk.

#### Nubië
Bewijzen voor bronsgieten zijn gevonden in Kerma, gedateerd op 2300–1900 v.Chr. Het koninkrijk Kerma was een belangrijke handelspartner van Egypte.

#### Sub-Saharaans Afrika
De bewijzen voor een aparte bronstijd in Sub-Saharaans Afrika zijn gering. Men gaat er meest van uit dat in de meeste gebieden brons en ijzer tegelijkertijd ingevoerd zijn.

### Zuid-Azië
In Zuid-Azië begon de bronstijd met de Indusbeschaving (vanaf ca. 3300 v.Chr.) en duurde tot de Vedische tijd (ca. 1400 v.Chr.). Evenals het neolithicum drong dit echter niet door tot Zuid-India, dat omstreeks 1400 v.Chr. rechtstreeks van het epipaleolithicum naar de ijzertijd overging.

### Europa

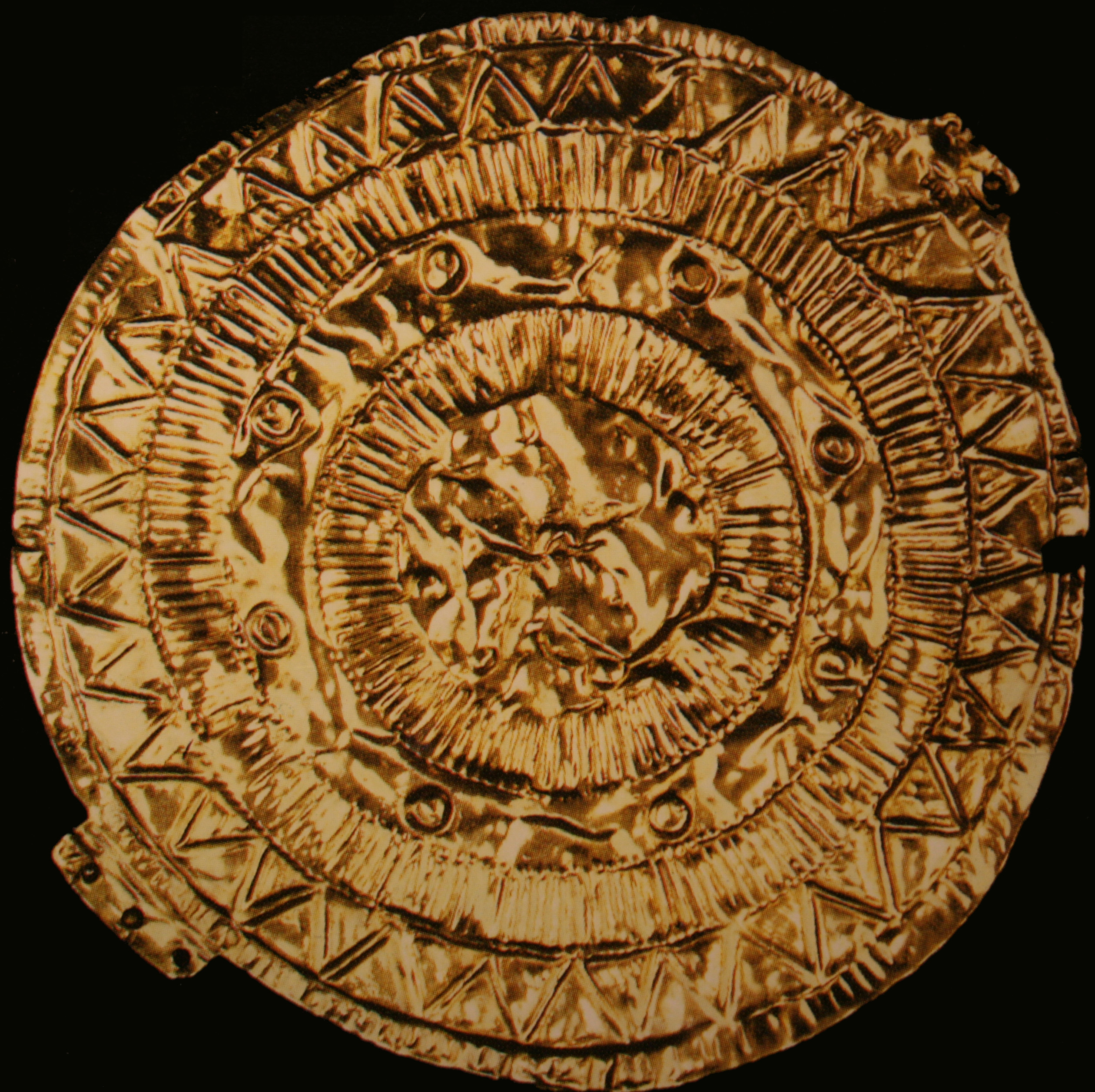
Gouden zonneschijf van Moordorf (uit de bronstijd)

De eerste bronstijdcultuur van Europa is de Majkopcultuur ten noorden van de Kaukasus (ca. 3700-2500 v.Chr.). Hier werd ook het oudste bronzen zwaard ter wereld gevonden. De Majkop-elite gebruikte waarschijnlijk paarden in de oorlogvoering. Het gebruik van brons werd overgenomen door de (deels) nomadische Jamnacultuur van Zuid-Rusland. Volgens de koerganhypothese leidde deze combinatie van ruitercultuur en metallurgie tot de verspreiding van de Indo-Europeanen.
De vroege expansie van de Indo-Europeanen naar Midden- en West-Europa bracht echter niet gelijk een volledige bronstechnologie. Koperen voorwerpen worden al wel verspreid gevonden, en men spreekt daarom van de Europese kopertijd. Belangrijk voor de verspreiding van de vroege metallurgie was de klokbekercultuur. 
Vanaf omstreeks 2500 v.Chr., de periode waarin de klokbekercultuur zich in Portugal ontplooide en de Levantijnse invloed in de Egeïsche regio groter werd, bereikte vanuit de Kaukasus en via de steppeculturen de techniek om brons te produceren Midden-Europa, met de eerste centra in het Karpatenbekken. Oorspronkelijk werd zoals in de Kaukasus arseen gebruikt, later vooral tin.
Na de ontdekking van tinertsen in de Karpaten en het Ertsgebergte ontstond er een levendige handel in brons over geheel Europa. De klokbekercultuur was een belangrijk element in de ontwikkeling van de metallurgie in het Iberisch schiereiland en het ontstaan van de eerste bronstijdculturen op de Britse Eilanden, zoals de Wessexcultuur. In Spanje ontstond de El Argarcultuur (2200 tot 1550 v.Chr.).

#### Nederland
De bronstijd in Nederland kan worden onderverdeeld in:
- Vroege bronstijd (2000 - 1800 v.Chr.), zie wikkeldraadbekercultuur
- Middenbronstijd (1800 - 1100 v.Chr. — midden A: 1800 - 1500 v.Chr., midden B: 1500 - 1100 v.Chr.), zie Hilversumcultuur
- Late bronstijd (1100 - 800 v.Chr.), zie urnenveldencultuur

De grondstoffen voor brons, koper- en tin-erts, komen niet voor in Nederland. Al het brons moest dus worden geïmporteerd. Veel geschikte ruilmiddelen waren niet aanwezig. Mogelijk werden barnsteen en zout als ruilmiddel gebruikt. Deze werden dan geruild tegen kant-en-klare producten of tegen bronsschroot. Van opgebruikte voorwerpen werden lokaal weer nieuwe voorwerpen gegoten.

#### België

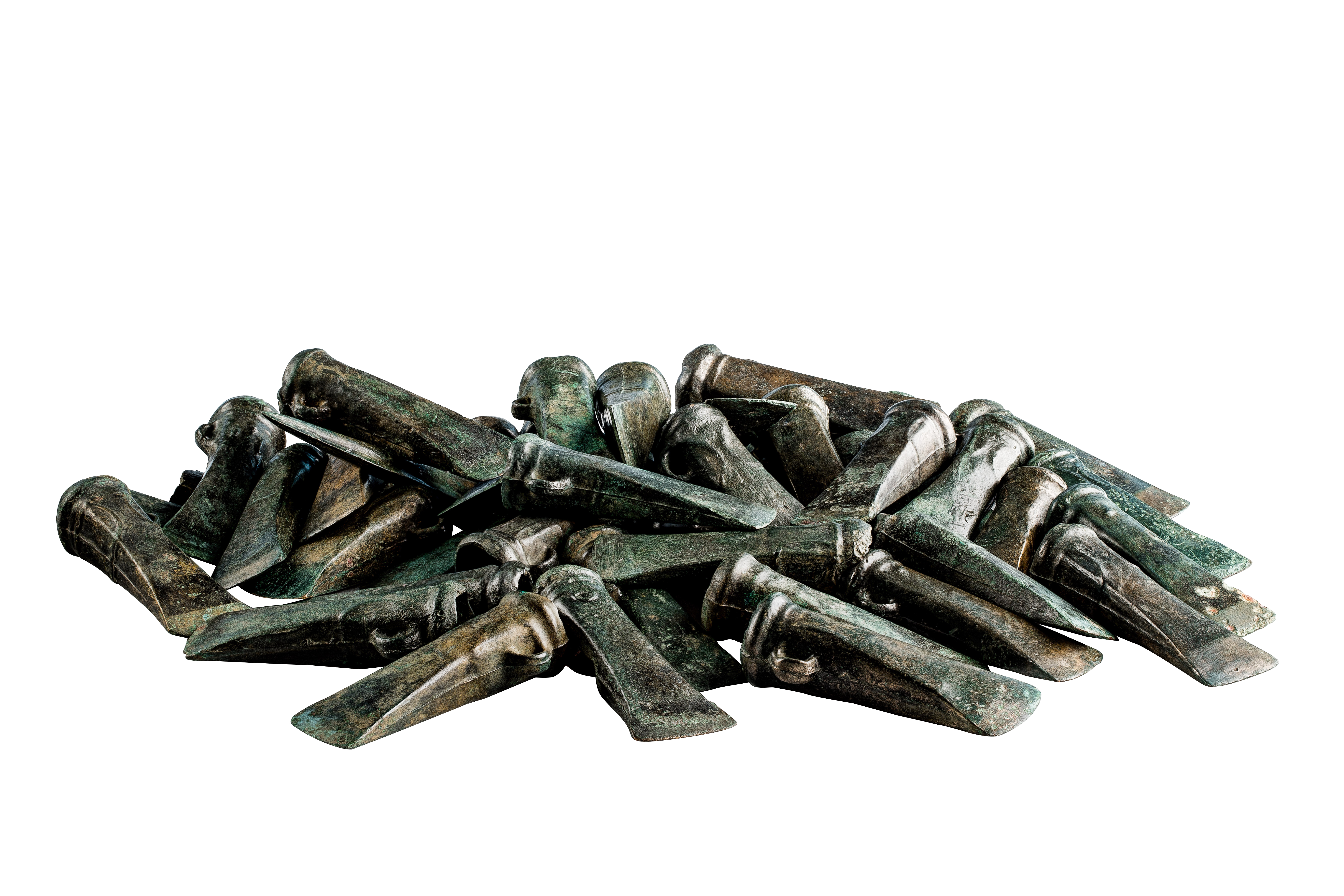
Het bronsdepot van Heppeneert, 47 kokerbijlen en een lanspunt, ca. 800 v.Chr., collectie Erfgoedfonds van de Koning Boudewijnstichting, Gallo-Romeins Museum (Tongeren)

Typisch voor de eindfase van de bronstijd is het fenomeen van de depotvondsten, zoals het bronsdepot van Heppeneert, die een rituele betekenis hadden.

#### Frankrijk
In februari 2022 deden lokale amateurarcheologen 20 m onder de grond een grote archeologische ontdekking. bij La Rochefoucauld, bij Bordeaux, werd een grafgrot ontdekt uit de bronstijd (2200-800 v.Chr.) In de grot zijn restanten van mensen en afdrukken van kindervoeten in de modder gevonden en bewijs dat mensen vlees aten. De grot raakte zo'n 2500 jaar geleden, mogelijk door een aardverschuiving, afgesloten.

#### Scandinavië
Het aan de Oostzeekusten gevonden barnsteen was een gewild ruilmiddel dat tot in het Middellandse Zeegebied verhandeld werd. De Noordse bronstijd (1700 - 500 v. Chr.) beleefde hierdoor, ondanks de schaarste aan ertsen, een grote bloei. 

### China
De eerste bronstijdculturen op het grondgebied van het huidige China vindt men in het uiterste noordwesten. De Xemirxekcultuur in Dzjoengarije toont duidelijke invloeden vanuit het westen. Via de Hexicorridor bereikte de bronsmetallurgie het Chinese hartland. Het oudste daar gevonden bronzen artefact is een waarschijnlijk uit het westen geïmporteerde dolk op een site van de Majiayaocultuur. 
De Chinese bronstijd wordt meestal gedefinieerd als de periode van 2000 tot 771 v.Chr., beginnende tijdens de Erlitoucultuur (Xia- en Shang-dynastie) tot het einde van de Westelijke Zhou-dynastie. Een duidelijke overgang naar een ijzertijd is er echter niet. 

### Amerika
Hoewel er met name in Zuid-Amerika ook een metallurgische traditie was en zelfs lokaal brons geproduceerd werd, heeft dit nooit de ingrijpende economische en maatschappelijke gevolgen gehad als in de Oude Wereld. Voor de precolumbiaanse periode van Noord- en Zuid-Amerika worden dan ook andere indelingen gebruikt.